# 周武帝
北周武帝宇文邕（543年—578年6月21日），字祢罗突，代郡武川镇人，周文帝宇文泰第四子，北周第二代皇帝。
宇文邕17岁即位，因其兄弟先后被宇文护所杀，武帝560年即位后，选择从宇文护不注意的民生入手，修建大荔龙首渠，让民众得以休养生息，韬光养晦。为免自身也遭杀身之祸，对宇文护表示恭敬，让他主理国家大事，以静待时机。十二年后（572年）三月十四以给母亲读《酒诰》之名联合其弟宇文直杀死宇文护，得以亲政。后联合南陈七路灭北齐，并于577年正月十八在邺城击败北齐军，一统北方。
北周武帝即位之初，循例事佛，但更重视儒学。天和二年（567年）因寺僧日多，滋生是非，国库收入骤减，还俗沙门改宗道教的卫元嵩上书请删寺减僧，此论深合帝心。从天和至建德年间（566年－578年），曾七次召集百官及沙门、道士等辩论儒释道三教先后；甄鸾、道安等屡上书驳斥道教，纷纭不息。天和三年，武帝御大德殿，集百僚及沙门、道士，亲讲《礼记》，欲以儒术治天下。
建德三年五月始议禁佛，诏僧人、道人大集京师，斥佛教不净，下诏禁佛道二教：经像悉毁，并令沙门、道士还俗，三宝福财散给臣下，寺观塔庙赐予王公。其他奉祀崇拜，礼典所不载者，尽除之。当年六月，设置通道观，选佛、道名士120人，普著衣冠，为“通道观学士”，并置官吏统管。建德六年，北周灭北齐，周武帝入邺城，在原齐境内推行禁佛之令，沙门慧远与帝争论不果。禁佛后，北方寺像几乎灭绝，僧众多逃奔江南。

## 血統
陕西省考古研究院研究团队发现，周武帝与契丹人、黑水靺鞨人以及达斡尔人、蒙古人存在最近的遗传关系，并估计武帝血统有六成源于黑龙江流域的东北亚人群，三成源于黄河流域的人群。

## 生平
宇文邕身长六尺9寸，167厘米，武力绝伦，识量沉深，不怒自威。
543年生于同州（今大荔）。
此时其父宇文泰与东魏权臣高欢于邙山对阵，史称邙山之战。
12岁封辅城郡公，14岁北周建立时封鲁国公，其堂兄宇文护专横跋扈，拥立宇文邕之兄宇文觉为帝，建立北周。后杀之。
又立宇文邕之兄宇文毓为帝，宇文毓被宇文护下毒临终之时（560年5月30日）口述遗诏传位于四弟宇文邕。
宇文邕17岁即位，因其兄弟先後被宇文护所殺，武帝560年即位後，选择从宇文护不注意的民生入手，修建大荔龙首渠，让民众得以休养生息，韬光养晦。為免自身也遭殺身之禍，對宇文护表示恭敬，讓他主理國家大事，以靜待時機。十二年后（572年）三月十四以给母亲读《酒诰》之名联合其弟宇文直杀死宇文护，得以亲政。
建德三年（574年），开始灭佛，并说下「但令百姓得乐，朕亦不辞地狱诸苦」的豪言壮语。
建德四年（575年）起兵灭北齐，率兵进攻金墉城，久攻不下，生病休整。
建德五年（576年）吸取教训，再次伐齐
建德六年（577年）正月十八，在邺城击败北齐军（公以下皆降）
建德七年（578年）五道伐突厥，行至泾阳云阳宫体力不支，在返回长安途中猝然离世。
在位期间，武帝不像其父欲恢復鲜卑旧俗，反而极力摆脱鲜卑旧俗並接受漢文化，且自己也整顿吏治，使北周政治清明，百姓生活安定，国势强盛。宇文邕生活俭朴，能够及时关心民间疾苦。据史书记载，他“身布袍，寝布被……后宫不过十余人。”他的漢文化政策為日後隋唐的兴盛奠定基础。

## 北周武帝灭佛与撰写敦煌遗书《无上秘要》
自建德三年（574年）始，至其驾崩（578年），灭佛时间共五年。史称“建德毁佛”。北周实际建立者权臣宇文护笃信佛法，因对东方的东魏（乃至后面的北齐）处于弱势，以佛教消弥胡汉差异，统合人心，到了宇文邕时代北周逐渐强势，且关陇集团间鲜卑、汉族士大夫趋于无异，遂废掉了佛教，吸收其财富，不过由于在灭佛前僧人净影慧远批评道教道士比佛教僧侣更加不清净，于是顺手也灭北方道教，亦强迫道士和僧侣一起还俗。
帝升高座，辨释三教先后，以儒教为先，道教次之，佛教为后。以大将军赫连达为柱国。诏军人之间，年多耆寿，可颁授老职，使荣沾邑里。戊午，听讼于正武殿，自旦及夜，继之以烛

## 七路灭北齐
建德四年（575年）七月，周武帝和齐王宪及内史王谊谋划伐齐，又派遣纳言卢韫三次问计于安州总管于翼。周武帝召集大臣于大德殿上通知伐北齐的计划，随后周武帝下诏伐齐。委任柱国陈王宇文纯、荥阳司马消难、郑公达奚震为前三军总管，越王盛、周昌公侯莫陈崇、赵王招为后三军总管。齐王宇文宪率领二万军队向黎阳进发，随公杨坚、广宁公薛迥率领水军三万自渭水入黄河，梁公侯莫陈芮统帅二万军队守太行道，申公李穆帅统领三万军队守河阳道，常山公于翼帅众二万出陈、汝。总计12万人。
八月，北周六路大军侵入北齐境内，军纪严明，所到之处对百姓秋毫无犯。又周武帝所部六万进逼河阴，攻破外城,北齐军退保内城。又宇文宪所部攻占武济，兵锋指向洛阳。周武帝见河阴难下，转而率军进攻金镛城，但遇到守城军队顽强抵抗，无法攻下。
九月，北齐右丞高阿那肱自晋阳带兵救援洛阳，北周军此时因为久攻金镛城不下，加上周武帝生病，主动撤军。
此次出征周武帝曾与手下大臣讨论出兵计划，宇文弼认为北齐虽然失道，但是还有能干的大臣在，而且“今之用兵，须择其地。河阳冲要，精兵所聚，尽力攻围，恐难得志。”所以他认为应该取小道偷袭晋州，周武帝不听。建德五年（576年），北周再次大举伐齐，周武帝吸取教训采用这条计。
十月四日，周武帝调遣军队伐齐，以越王宇文盛、杞公宇文亮、随公杨坚统带右三军，谯王俭、大将军窦泰、广化公丘崇统带左三军，齐王宇文宪、陈王宇文纯统带前军。周武帝的计划是进攻晋州，以图吸引北齐主力来救援后进行决战，打败对方后再进逼北齐的首都邺。
北周军军至晋州，屯驻在汾曲。周武帝先调遣齐王宇文宪统带精骑二万守雀鼠谷，陈王宇文纯步骑二万守千里径，郑公达奚震步骑一万守统军川，大将军韩明步骑五千守齐子岭，焉氏公尹升步骑五千守鼓钟镇，凉城公辛韶步骑五千守蒲津关，赵王宇文招步骑一万自华谷攻北齐汾州诸城，柱国宇文盛步骑一万守汾水关。又调遣内史王谊监督诸军攻平阳城，周武帝每日从汾曲到平阳城下督战。北齐行台仆射海昌王尉相贵负责带兵防守平阳城。围城不久，防守北城的晋州刺史崔景嵩，在夜晚遣使请降于北周，王轨带领众响应，打开北城门。当天天还没有亮，北周将领段文振，持槊和数十人率先登城，和景嵩同至尉相贵住处劫持了他。守军得知消息后士气崩溃，无心抵抗，晋州被北周攻克，俘虏相贵及甲士八千人。
此时，齐主和冯小怜在天池打猎，晋州的告急文书，从太阳升起到中午不停送来。右丞相高阿那肱却说：“大家正为乐，边鄙小小交兵，乃是常事，何急奏闻！”至傍晚，晋州使者再至，说：“平阳已陷”，高阿那肱才把晋州危机消息告诉。高纬听到后马上起身，但冯小怜恳请北齐后主再下一盘棋，高纬答应，延误了发兵时间。
十月二十五日，高纬亲率大军救援平阳，到达时平阳已被攻下，遂昼夜猛攻平阳，北周守城将领晋州刺史梁士彦领兵一万与之展开激烈的战斗。北齐军曾经挖地道进攻，但是被北周军拿木头塞住无法攻克。
十二月初三，周武帝所部与宇文宪所部会合，救援平阳。初六，周武帝部队到达平阳与北齐军对阵。此时齐军东翼稍稍后退，冯小怜惨叫：“军败矣！”录尚书事城阳王穆提婆也应声：“大家去！大家去！”高纬居然立即带着淑妃逃奔高梁桥。开府仪同三司奚长劝高纬：“半进半退，战之常体。今兵众全整，未有亏伤，陛下舍此安之！马足一动，人情骇乱，不可复振。愿速还安慰之！”武卫张常山自高纬身也劝谏说：“军寻收讫，甚完整。围城兵亦不动。至尊宜回。不信臣言，乞将内参往视。”高纬听后停止逃跑。但穆提婆拉着齐主手肘说：“此言难信。”高纬听后又和冯淑妃向北逃走。北齐军知道皇帝逃跑后士气崩溃，被北周军大败，死者万余人，军资器械被丢弃满地都是。只有安德王高延宗全军而退。
十二月十三日，北周军军至晋阳。十四日，高延宗称帝，大赦天下。十二月十七日，北周军击败北齐军，攻破晋阳。
建德五年（577年）正月十八日，北周军达到邺，围困邺城。随后击败北齐军，攻占邺城，高纬带数百骑逃亡。逃亡途中传位太子高恒，又以高恒名义禅位给高纬的叔父瀛州刺史彭城王高湝。后被北周将领尉迟勤捉获，送至邺城。因传诏使者在途中被擒，高湝亦没有收到传位诏书。
北周武帝宇文邕在云阳，宴请北齐君臣，自弹胡琵琶，命令高孝珩吹笛。高孝珩推辞曰：“亡国之音，不足听也。”武帝执意命之，举笛裁至高孝珩口，高孝珩泪下呜咽，周武帝乃止。其年十月，重病时奏请归葬山东，周武帝恩准。死后令还葬邺。
二月，高湝等北齐其余抵抗力量陆续被消灭，北周统一北方。唯北齐营州刺史高宝宁不投降，奉逃奔突厥的皇子高绍义为主，一直抵抗到隋朝开皇三年（583年）。

## 太建北伐（攻占南陈之地）与五道伐突厥（未果）
577年（太建九年），陈宣帝得知北周灭亡了北齐，想和北周争夺徐州、兖州，下诏南兖州刺史、司空吴明彻督率军进讨，以吴明彻的长子吴戎昭、将军惠觉代理州事。吴明彻率军到了吕梁，北周徐州总管梁士彦率军抵抗，十月十九日，吴明彻打败梁士彦。梁士彦据城自守，被吴明彻的军队包围。十一月初四，北周派上大将军王轨带兵援救徐州。578年（太建十年）二月，吴明彻包围彭城，将战船环绕排列在城下，攻城很急。王轨领兵轻装前进，占据淮口，结成长长的包围圈，用铁锁连接起几百个车轮，沉在清水河里，用来阻断陈船归路，吴明彻不听萧摩诃的请求，水路被周军被阻断。北周军队越到越多，陈朝的将领们商议破坏堵水的土堤将军队撤离，用船只装载马匹退走，马军主将裴子烈说：“如果破了土堤将马匹放下船，船一定会倾翻，不如先将马匹送出去。”当时吴明彻背上长疮病得很重，萧摩诃再次向他请求说：“现在求战不得，进退无路。军队如果秘密地突围，也不足为耻。希望您率领步兵、乘马车慢慢地前进，我带领几千名铁骑在前后来往奔驰，崐一定能使您平安地到达京城建康。”吴明彻说：“老弟这个计策，是个好办法。然而步兵很多，我是总督，必须在队伍后面，率领他们一起行动。老弟的马军应当行动迅速，走在步兵前面不能迟缓。”萧摩诃因此率领马军在晚上出发。二月二十七日，陈军溃败，吴明彻被北周捉住，三万将士以及军械物资都被北周俘获。萧摩诃、任忠率军突围。周武帝封吴明彻为怀德公，位于大将军之列。吴明彻忧愁愤怒而去世。三月初九，陈朝任命中军大将军、开府仪同三司淳于量为大都督，总管水陆军事，镇西将军孙都督荆州、郢州之军，平北将军樊毅都督清口上至荆山沿淮河一带之军，宁远将军任忠都督寿阳、新蔡、霍州之军，以防备北周。 四月二十一日，樊毅派军渡过淮河到了北面，对着清口筑城。四月二十五日，清口城失守。十二月二十七日，北周任命河阳总管滕王宇文逌为行军元帅，率众攻陈朝。579年（太建十一年）二月，北周停止南征。
578年6月21日，周武帝伐突厥，行至离长安45公里处的泾阳云阳宫，突感身体不适，遂返回长安，半路去世。
《北史·周本纪》
五月己丑，帝总戎北伐，遣柱国原公姬愿、东平公宇文神举等五道俱入。发关中公私马驴悉从军。癸巳，帝不豫，止于云阳宫。丙申，诏停诸军。六月丁酉，帝疾甚，还京。其夜崩于乘舆，时年三十六。遗诏曰：
人肖形天地，禀质五常，修短之期，莫非命也。朕君临宇县，十有九年，未能使百姓安乐，刑措不用。未旦求衣，分宵忘寝。昔魏室将季，海内分崩，太祖扶危翼倾，肇开王业。燕、赵榛芜，又窃名号。朕上述先志，下顺人心，遂与王公将帅，共平东夏。虽复妖氛荡定，而人劳未康，每一念如此，若临冰谷，将欲包举六合，混同文轨。今遘疾大渐，力气稍微，有志不申，以此叹息。天下事重，万机不易，王公以下，爰及庶寮，宜辅导太子，副朕遗意，令上不负太祖，下无失为臣。朕虽瞑目九泉，无所复恨。朕平生居处，每存菲薄，非直以训子孙，亦乃本心所好。丧事资用，须使俭而合礼。墓而不坟，自古通典，随吉即葬，葬讫公除。四方士庶，各三日哭。妃嫔以下无子者，悉放还家。

## 死因
2022年11月21日，复旦大学科技考古研究院青年副研究员文少卿团队表示，在对周武帝遗骨进行测试的时候，在DNA提取过程中，试剂加进去后颜色变红，团队与陕西考古所联系，通过对周武帝棺椁、随葬品做系统的采样，发现周武帝遗骨中的砷元素是正常人的100多倍。团队又和医学方面的老师联系，了解到砷超标会集中在腹腔区域，而复旦大学的研究人员是在周武帝在肢骨中测得了砷元素超标，所以周武帝只能是慢性中毒。复旦大学历史系韩昇教授通过各类文献，发现宇文邕豢养了一些术士为自己修炼丹药，这样一来就解开了周武帝砷超标的谜团。

## 容貌
阎立本的《历代帝王图》中有周武帝畫像。2024年3月28日，复旦大学科技考古研究院與陕西省考古研究院公布周武帝的头像复原图。周武帝拥有黑色头发、黄色皮肤和棕色眼睛。

## 逸事

### 与外甥女太穆皇后的故事
宇文泰第五女襄阳公主的第二女窦氏，出生时头发下垂超过了脖子，虚龄三岁时头发就和身体一样长，阅读《女诫》、《列女传》等书籍，读过一次就不忘记。襄阳公主的弟弟周武帝特别喜爱这个外甥女，将她带到宫中养育，与其他外甥不同。当时周武帝娶突厥女子阿史那氏为皇后，皇后不受宠爱，窦氏当时年纪还小，私下对周武帝说：“四方没有宁静，突厥还很强大，希望舅舅抑制个人感情抚慰皇后，以天下百姓为念，还需要突厥的帮助，那么江南的南陈、关东的北齐政权就不能成为祸患了。”周武帝赞许并采纳了意见。周武帝去世后，窦氏追悼思念好像丧失了亲生父母。隋文帝杨坚接受禅让建立隋朝，窦氏听说后洒下眼泪，自己跳上胡床说：“恨我不是男子，不能救助舅舅家的危难！”窦毅和襄阳公主急忙捂住窦氏的口说：“你别胡说，我们家族会被族灭的！”

### 与姐夫窦毅的故事
建德六年（577年）四月，周武帝在平定北齐后返回长安，命令李德林跟随车驾，任命李德林为内史上士。从此之后，诏书文诰的格式以及对崤山以东人士的任用，全部委托给李德林。周武帝曾在云阳宫用鲜卑语对群臣说：“我以前听说李德林的名字，等到见了他给北齐朝廷创作的诏书和檄文，我正以为他是天上人。没想到现在他为我所用，为我制作文书，这真是奇事。”窦毅回答说:“臣听说明王圣主，能得到骐𬴊凤凰等祥瑞，是圣德感应的结果，不是人力所能得到的。神物虽然能来，但没法使用它们。而李德林受到您的任用，也是陛下圣德感应得到的，而且有大才获重用，比骐𬴊凤凰强多了。”周武帝大笑说:“真是你说的这么回事”

### 与儿子宇文赟的故事
他是一位严父，曾对其继承人，教而不善的太子宇文赟（后来的北周宣帝）施用体罚，并多次威胁要废去其太子地位，但最后都没有实行。这样的举措反而收到了反效果，让宇文赟对他记恨，而更加不听从他的说教。宣帝继位后荒淫无度，不到三年内其子就被杨坚篡位，北周灭亡。

## 北周武帝《象经》
《象经》，又称《三局象经》，公元569年，由北周武帝宇文邕与底下臣子替他所发明的北周象戏所编写，并由王褒作序《象戏经序》、庾信作《进象经赋表》、《象戏赋》，现在也只保留此三篇。

## 評價
唐令狐德棻《周書》評價宇文邕沉著、毅力且有智謀，韜光晦跡、除國害。之後勵精圖治、除卻奢靡、凡事從儉，戰爭時與軍士同喜悲。令狐德棻認為，再一兩年，宇文邕就能统一：「帝沉毅有智謀。初以晉公護專權，常自晦跡，人莫測其深淺。及誅護之後，始親萬機。克己勵精，聽覽不怠。用法嚴整，多所罪殺。號令懇惻，唯屬意於政。羣下畏服，莫不肅然。性旣明察，少於恩惠。凡布懷立行，皆欲踰越古人。身衣布袍，寢布被，無金寶之飾，諸宮殿華綺者，皆撤毀之，改為土階數尺，不施櫨栱。其雕文刻鏤，錦繡纂組，一皆禁斷。後宮嬪禦，不過十餘人。勞謙接下，自強不息。以海內未康，銳情教習。至於校兵閱武，步行山谷，履涉勤苦，皆人所不堪。平齊之役，見軍士有跣行者，帝親脫靴以賜之。每宴會將士，必自執杯勸酒，或手付賜物。至於征伐之處，躬在行陣。性又果決，能斷大事。故能得士卒死力，以弱制強。破齊之後，遂欲窮兵極武，平突厥，定江南，一二年間，必使天下一統，此其志也。」
唐令狐德棻《周書》評價宇文邕認真治國、同匹夫節儉度日，成為一時明君。雖然因為長年征戰，被稱窮兵黷武，但他的鴻圖遠略，是能凌駕古代王者：「自東西否隔，二國爭強，戎馬生郊，干戈日用，兵連禍結，力敵勢均，疆埸之事，一彼一此。高祖纘業，未親萬機，慮遠謀深，以蒙養正。及英威電發，朝政惟新，內難旣除，外略方始。乃苦心焦思，克己勵精，勞役為士卒之先，居處同匹夫之儉。脩富民之政，務強兵之術，乘讐人之有釁，順大道而推亡。五年之間，大勳斯集。攄祖宗之宿憤，拯東夏之阽危，盛矣哉，其有成功者也。若使翌日之瘳無爽，經營之志獲申，黷武窮兵，雖見譏於良史，雄圖遠略，足方駕於前王者歟。」

## 家庭

### 祖父母
- 宇文肱，追尊周德帝
- 乐浪王氏，北魏伏波将军王罴之女，追尊明德皇后

### 父母
- 宇文泰，追赠周文帝
- 叱奴氏，追谥宣皇后

### 兄弟姐妹
- 周明帝宇文毓，生母姚夫人
- 宋献公宇文震
- 周孝闵帝宇文觉，生母文皇后元氏
- 宇文宪，生母妃达步干氏，北周上柱国、齐炀王
- 宇文直，宇文邕同母弟。北周柱国、大司徒、卫剌王
- 宇文招，生母姬王氏，北周上柱国、赵僭王
- 宇文俭，生母夫人权白女，北周柱国、大冢宰、谯忠孝王
- 宇文纯，北周上柱国、陈惑王
- 宇文盛，北周上柱国、太保、越野王
- 宇文达，生母姬张女毕，北周上柱国、代奰王
- 宇文通，生母夫人乌六浑显玉，北周使持节、大将军、大都督、潼州诸军事、潼州刺史、冀恭康公
- 宇文逌，北周上柱国、滕闻王

### 后妃
- 阿史那皇后
- 沈皇后，北周骠骑大将军、太子太傅、尚书左仆射沈勰之女[11][12]
- 李妃，西魏柱国、陇右十二州诸军事、行台左仆射、太尉公、陇西郡开国公李虎之女[13]
- 李娥姿，北周宣帝宇文赟、汉王宇文赞生母
- 库汗姬，生宇文贽、宇文允
- 冯姬，生宇文充
- 薛世妇，生宇文兑
- 郑姬，生宇文元
- 郑氏，原为北齐武成帝长子高绰妃，北齐灭亡后，被武帝所宠幸[14]。与郑姬为一人，或两人，已不可考。

### 子女
- 周宣帝宇文赟
- 汉王宇文赞
- 秦王宇文贽
- 曹王宇文允
- 道王宇文充
- 蔡王宇文兑
- 荆王宇文元
- 清都公主，嫁隋朝上仪同、殿内少监、兼领将作少监、石保恭公阎毗
- 义阳公主，嫁隋朝仪同、禽昌县开国公于象贤
- 皇女，仅知生于天和五年六月（570年）[15]

## 纪录片，动漫，游戏，影视形象与展览
| 纪录片                 | 中国通史第37集《北周武帝》                          |
| 展览                   | 2024年11月26日陕西历史博物馆-解码宇文邕Al展（长期） |
| 动漫                   | 《镖人》                                            |
| 游戏                   | 皇帝成长计划2、无悔华夏                             |
| 影视剧饰演宇文邕的演员 | 劇名                                                |
| 郭达                   | 《少林寺传奇》2007年電視劇                          |
| 陳曉東                 | 《蘭陵王》2013年電視劇                              |
| 彭冠英                 | 《蘭陵王妃》2016年電視劇                            |
| 應昊茗                 | 《獨孤天下》2018年電視劇                            |
| 戚跡                   | 《獨孤皇后》2019年電視劇                            |
| 米熱                   | 《替嫁醫女》2020年電視劇                            |

## 外部連結
- 北周武帝宇文邕《无上秘要手稿》 （页面存档备份，存于）
- 北周武帝宇文邕《敦煌遗书》 （页面存档备份，存于）
- 《象经序》
- 全后周文卷二
- 全后周文卷三
- 对话宇文邕——北周武帝孝陵发掘过程探究（上）
- 对话宇文邕——北周武帝孝陵发掘过程探究（中）
- 对话宇文邕——北周武帝孝陵发掘过程探究(下) （页面存档备份，存于）

[在维基数据编辑]
 《周書·卷05》，出自令狐德棻《周書》
 《周書·卷06》，出自令狐德棻《周書》
 《北史/卷010》，出自李延壽《北史》
 在维基共享资源阅览影像
| 中国北方君主                            | 中国北方君主                                                 | 中国北方君主             |
| --------------------------------------- | ------------------------------------------------------------ | ------------------------ |
| 前任： 长兄周明帝 宇文毓                | 北朝 · 北周皇帝 560年5月31日 － 578年6月21日                 | 繼任： 长子周宣帝 宇文贇 |
| 前任： 长兄周明帝 宇文毓                | 中国西部地区君主                                             | 繼任： 长子周宣帝 宇文贇 |
| 前任： 齐幼主 高恒                      | 中国华东北部及华北地区君主                                   | 繼任： 长子周宣帝 宇文贇 |
| 空缺上一位持有相同頭銜者： 魏孝武帝元修 | 中國北方皇帝 (577年3月灭北齐，统一北方) 577年3月 － 578年6月 | 繼任： 长子周宣帝 宇文贇 |
| 政府职务                                |                                                              |                          |
| 前任： 侯莫陳崇                         | 北周大司空 558年－560年                                      | 繼任： 尉遲綱            |